# 坂本本町
坂本本町（さかもとほんまち）は、滋賀県大津市の町名。丁番を持たない単独町名である。

## 地理
大津市の北部に位置する。比叡山を中心とした山岳地帯及び山麓にあたる。北で仰木町、北東で仰木、東で千野、南東で坂本・穴太、南で滋賀里町、南西で山中町、西で京都府京都市左京区一乗寺病ダレ・一乗寺井手ケ谷調専口・一乗寺砂坂・一乗寺三百坊・一乗寺井手ケ谷エノ木ケ尾・八瀬秋元町、北西で京都市左京区八瀬花尻町・大原戸寺町・大原上野町と隣接する。

## 歴史
延暦寺及び日吉大社の門前町として栄えた。1889年（明治22年）の町村制施行の際に滋賀郡坂本村大字坂本となる。1951年（昭和26年）坂本村が大津市に合併された際に大津市坂本本町と改名される。
発足時点での大津市坂本本町は現在の国道161号や京阪石山坂本線・JR湖西線付近の区域も含んでいた。坂本6丁目にある大津坂本本町郵便局の名称などにその名残がある。坂本本町からの変更・分割により町名整理が進んだ結果、比叡山延暦寺近辺の山間部のみが坂本本町として残った。

### 沿革
- 1889年（明治22年）4月1日 - 町村制施行により滋賀郡坂本村と穴太村（自然村）の2村が合併し坂本村が発足。坂本村は坂本村大字坂本となる。
- 1951年（昭和26年）4月1日 - 坂本村は大津市に編入合併。同日坂本村は廃止[7]。坂本村大字坂本は大津市坂本本町となる[1]。
- 1965年（昭和40年）4月9日 - 坂本本町の一部が下阪本町の一部とともに分離し木ノ岡町（現：住居表示を経て木の岡町）となる[1]。
- 1976年（昭和51年）から1981年（昭和56年）にかけて土地区画整理事業のため順次坂本本町の一部にて坂本本町から日吉台一-三丁目への町名変更が行われた[1]。
- 1988年（昭和63年）2月15日 - 住居表示実施により坂本本町の一部が坂本一-八丁目および日吉台二丁目となる[1]。

## 世帯数と人口
2019年（平成31年）4月1日現在の世帯数と人口は以下の通りである。
| 町丁     | 世帯数 | 人口 |
| -------- | ------ | ---- |
| 坂本本町 | 15世帯 | 16人 |

### 人口の変遷
国勢調査による人口の推移。
| 1995年（平成7年）  | 74人 | [ 8 ]  |  |
| 2000年（平成12年） | 51人 | [ 9 ]  |  |
| 2005年（平成17年） | 51人 | [ 10 ] |  |
| 2010年（平成22年） | 28人 | [ 11 ] |  |
| 2015年（平成27年） | 21人 | [ 12 ] |  |

### 世帯数の変遷
国勢調査による世帯数の推移。
| 1995年（平成7年）  | 58世帯 | [ 8 ]  |  |
| 2000年（平成12年） | 40世帯 | [ 9 ]  |  |
| 2005年（平成17年） | 40世帯 | [ 10 ] |  |
| 2010年（平成22年） | 19世帯 | [ 11 ] |  |
| 2015年（平成27年） | 16世帯 | [ 12 ] |  |

## 学区
市立小・中学校に通う場合、学区は以下の通りとなる。
| 番・番地等 | 小学校             | 中学校             |
| ---------- | ------------------ | ------------------ |
| 全域       | 大津市立坂本小学校 | 大津市立日吉中学校 |

## 交通

### 鉄道
- 比叡山鉄道線（坂本ケーブル）
  - ケーブル坂本駅 - ケーブル延暦寺駅

上記の他、坂本本町地内は通過していないが京阪石山坂本線坂本比叡山口駅およびJR湖西線比叡山坂本駅が利用できる。

### 路線バス
地内東側の坂本市街側には坂本本町地内は走行しないが、坂本本町区域の東にある滋賀県道47号伊香立浜大津線上を走行している。
地内西側ではケーブル延暦寺駅を拠点とし比叡山へのアクセスのための奥比叡ドライブウェイ上を走行する比叡山ドライブバス・比叡山内シャトルバスが京阪バス・京都バスにより運行されている。行先は横川、比叡山頂、京都駅。

### 道路
- 滋賀県道47号伊香立浜大津線：地内の東側の一部を通過する。南は坂本市街方面、北は仰木方面へ連絡。
- 奥比叡ドライブウェイ：地内西側の山間部を通過する。

## 施設
- 延暦寺

## その他

### 日本郵便
- 郵便番号 : 520-0116[4]（集配局：大津中央郵便局[14]）。